# 公物
公物（又稱公共用物），謂國家或地方行政主體為達到行政目的，直接供行政行使或民眾使用之物，像是公園、河川等等。與個人所有的私有財產恰好相反。

## 分類
在法律上，公物大致上可以分為四類：

### 行政使用公物
「行政使用公物」又稱為「公務用物」，指的是達成行政的工作而直接使用的公物。這類公物單純供行政主體使用：例如軍艦、警車等等。
在某些情況下，人民也可以使用公務用物，例如：
- 基於行政任務之執行：如因犯罪而坐上警車
- 基於契約：如廣告公司與警方訂契約借用警車拍廣告

### 公共公物
「公共公物」指的是由行政主體所直接提供，供公眾可以自由在該物一般使用的範圍內，無需特別許可就可以使用的公物，例如：道路、橋樑、廣場等等。這類公物也是一般人對於公物的定義。

### 特別公物
「特別公物」和「公共公物」類似，都是供民眾使用的公物。但是與「公共公物」不同的地方是，並不是允許所有的民眾自由使用，而是要在特殊目的下，經由主管機關許可才可以使用的公物，如生態保護區、國家公園等等。

### 公營造物
「公營造物」指的是如公立圖書館、公立學校、公立醫院等等的公物。這類公物不能夠單獨使用（沒有書籍的圖書館是不能使用的），必須要有人運作才能夠發揮其功能，如校舍必須要有教師與教材才能夠變成可以使用的學校。